# Cristóbal Balenciaga

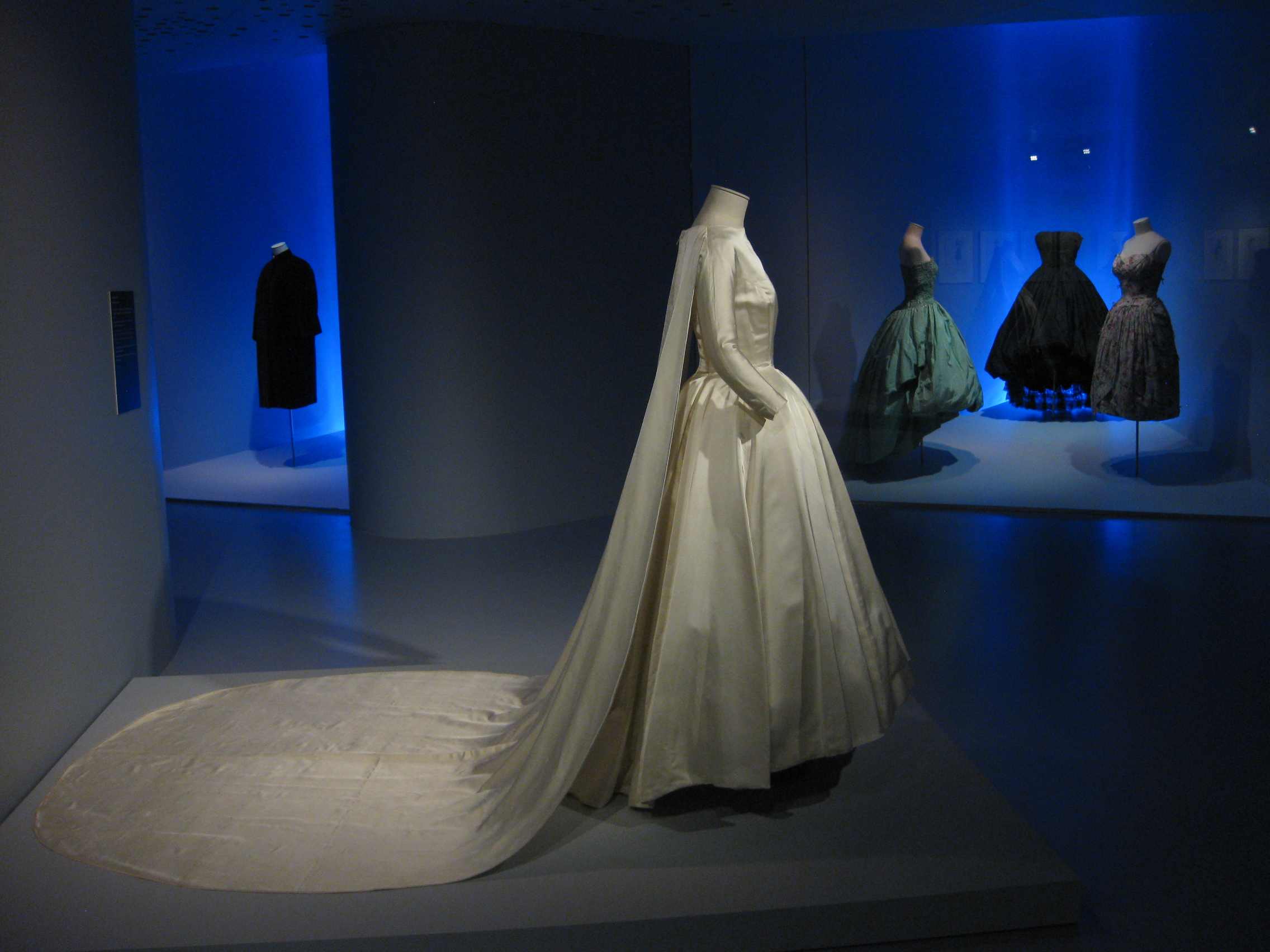
Klänning med släp av Balenciaga.

Cristóbal Balenciaga Eizaguirre, född 21 januari 1895 i Getaria, Gipuzkoa, Baskien, död 23 mars 1972 i Xàbia, Alicante, var en spansk modeskapare.
Balenciaga öppnade 1919 eget modehus i San Sebastián i Spanien. Han flyttade 1937 till Paris där han blev ett av de stora namnen inom modevärlden.
1968 lämnade han Paris för att etablera sig i mindre skala i Madrid, där han arbetade till sin död. Balenciaga inspirerades i hög grad av renässansens spanska dräkt. 1972 designade han brudklänningen åt María del Carmen Martínez-Bordiú, dotterdotter till Francisco Franco.